# St Mary’s Church (Glasgow)

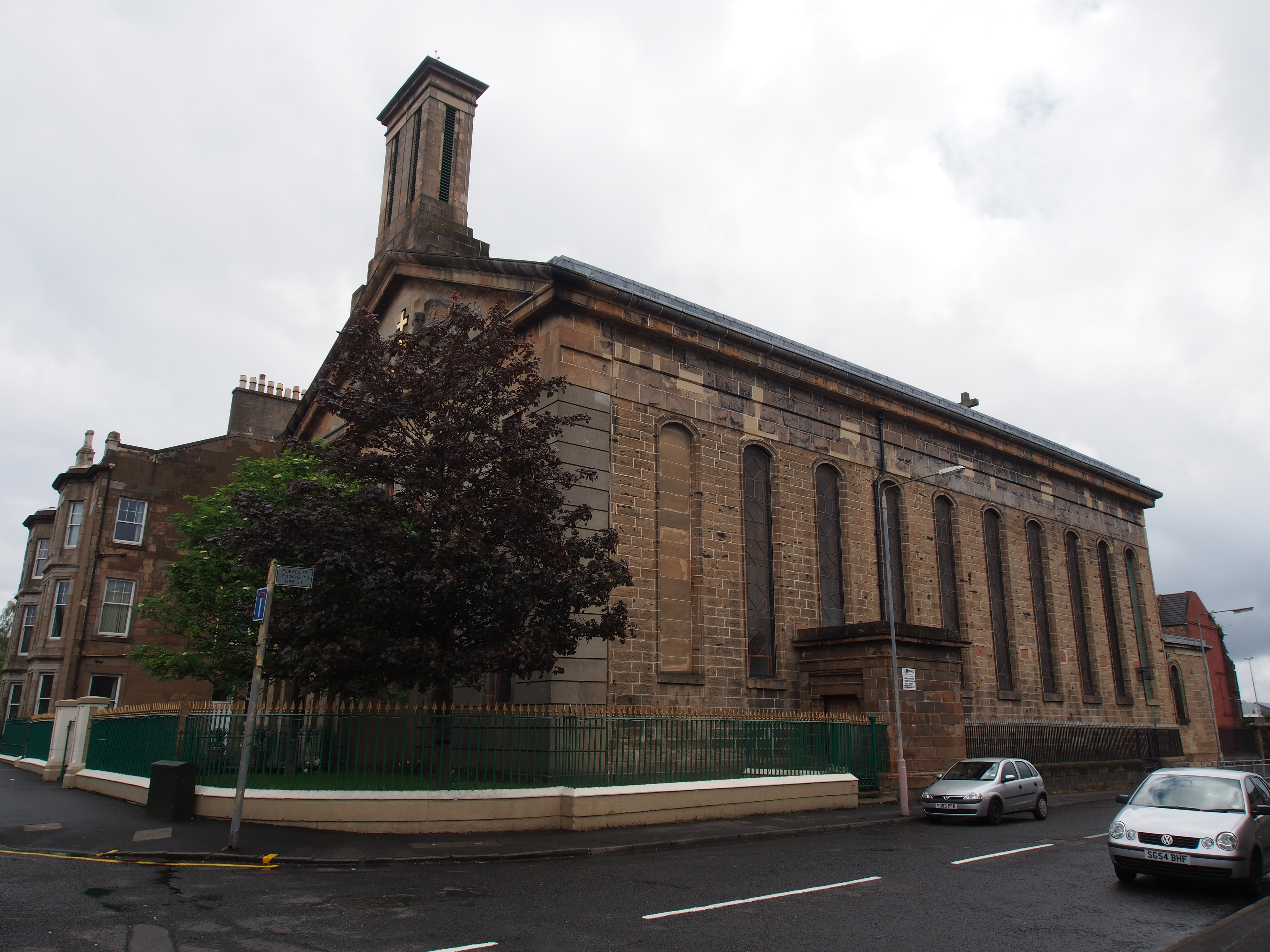
St Mary’s Church

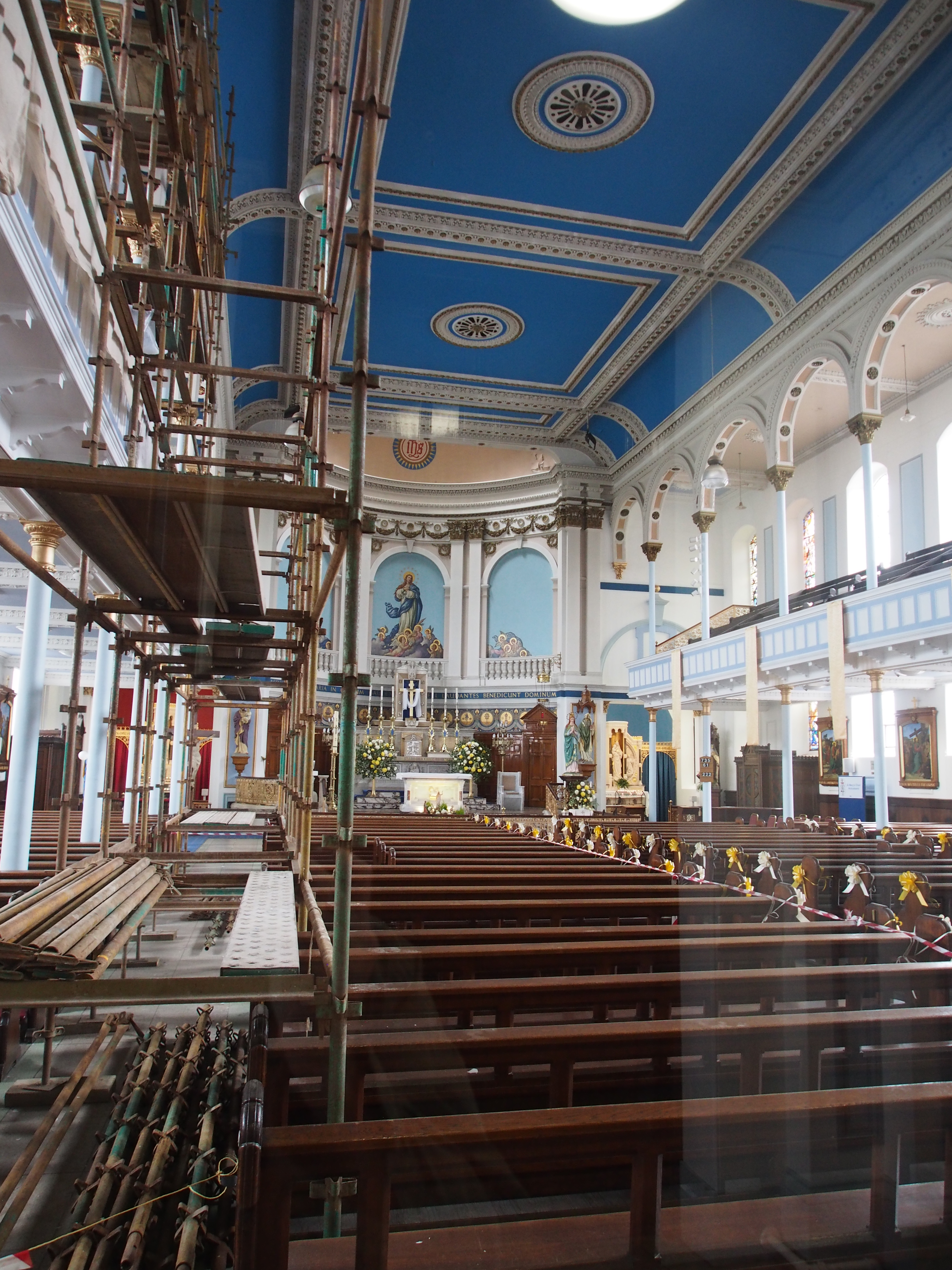
Innenraum

Die St Mary’s Church ist ein katholisches Kirchengebäude in der schottischen Stadt Glasgow. 1993 wurde das Bauwerk in die schottischen Denkmallisten aufgenommen. Die Hochstufung in die höchste Denkmalkategorie A erfolgte 1997.

## Geschichte
Das Gebäude wurde zwischen 1841 und 1842 erbaut. Der planende Architekt ist nicht bekannt. 1865 wurden durch George Goldie Arkaden eingesetzt und die in diesem Jahr kollabierte Decke erneuert. Weitere Überarbeitungen wurden 1870, 1895 und 1954 durchgeführt, letztere durch Gillespie, Kidd & Coia.

## Beschreibung
Die St Mary’s Church steht an der Einmündung der Forbes Street in die Abercromby Street im Glasgower Osten. Zu Bauzeiten handelte es sich angeblich um den größten katholischen Kirchenbau in Schottland nach der St Andrew’s Cathedral. Das längliche Gebäude ist klassizistisch ausgestaltet. Die westexponierte Hauptfassade ist rustiziert. Sie schließt mit einem Dreiecksgiebel mit Engelsreliefen im Tympanum. Oberhalb ragt ein Dachreiter mit dem Geläut auf. Die Seitenfassaden sind aus Bruchstein aufgebaut und mit schmalen, hohen Fenstern gestaltet. Das abschließende Satteldach ist mit Schiefer eingedeckt.